# Lisbeth Salander

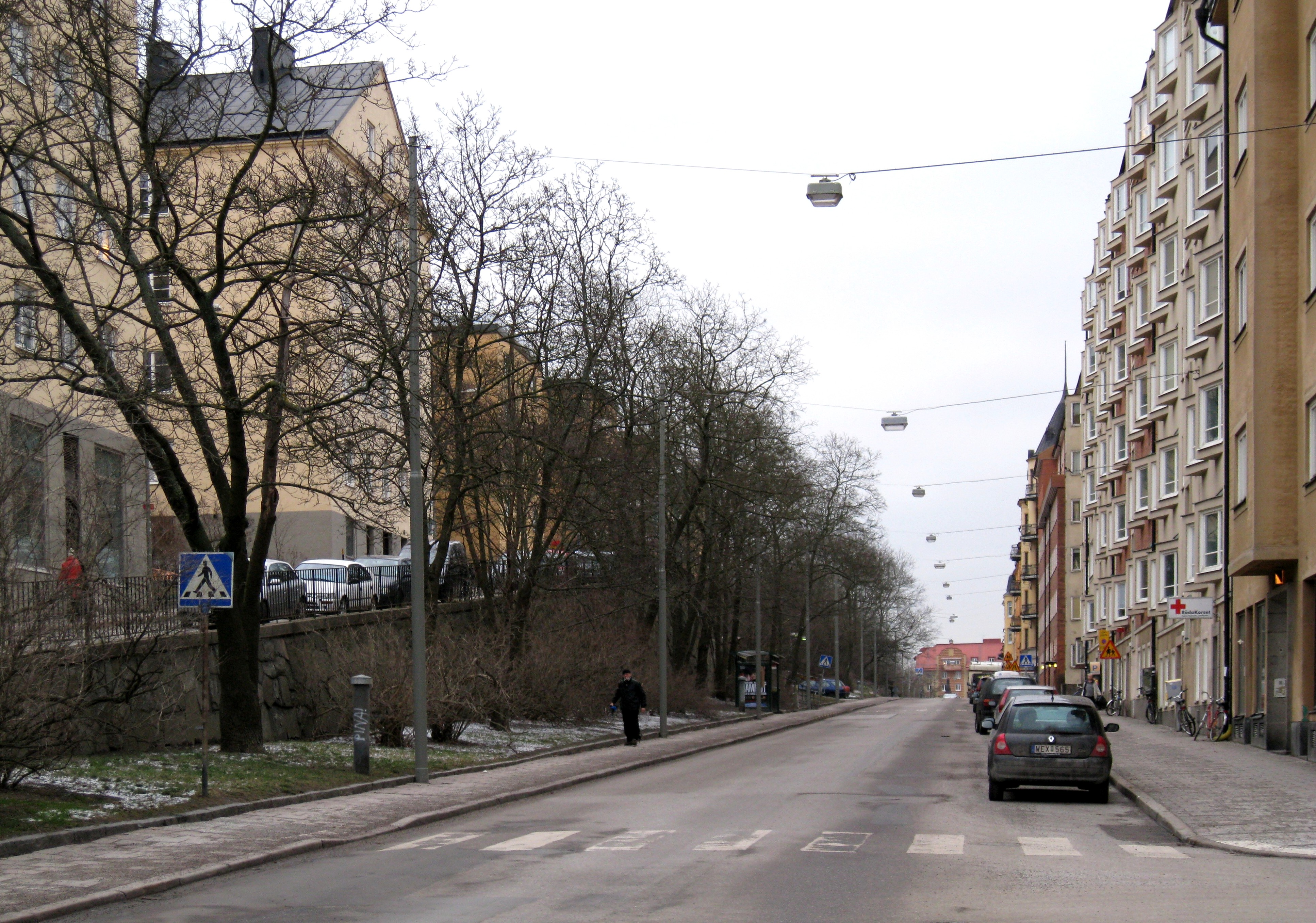
A rua Lundagatan, onde Lisbeth Salander passou a sua infância.

Lisbeth Salander é uma personagem fictícia, criada pelo jornalista e escritor sueco Stieg Larsson. É a protagonista da Trilogia Millennium conjuntamente com Mikael Blomkvist.
Salander apareceu pela primeira vez no romance Män som hatar kvinnor (br: Os Homens que Não Amavam as Mulheres; pt: Os Homens que Odeiam as Mulheres). Aparece também em Flickan Som Lekte Med Elden (br: A Menina que Brincava com Fogo; pt: A Rapariga que Sonhava com uma Lata de Gasolina e um Fósforo) e Luftslottet Som Sprängdes (br: A Rainha do Castelo de Ar; pt: A Rainha no Palácio das Correntes de Ar), sendo interpretada por Noomi Rapace nos filmes e minissérie sueca, e por Rooney Mara no filme norte-americano. David Lagercrantz faria mais livros com a personagem, com o primeiro, Det som inte dödar oss (br: A Garota na Teia de Aranha; pt: A Rapariga Apanhada na Teia de Aranha), também recebendo um filme, onde Lisbeth foi interpretada por Claire Foy.

## História
Larsson declarou em entrevistas que a personagem Lisbeth Salander foi baseada no que ele pensava de Píppi Meialonga, romance infantil sueco da escritora Astrid Lindgren, numa versão adulta. Na trilogia, Salander tem o nome de "V.Kulla" na porta de seu apartamento no Svartensgatan, em Estocolmo, na Suécia. "V.Kulla" é uma das abreviações de "Villa Villekulla", o nome da casa de Pippi Meialonga. Assim como Meialonga, Salander é ruiva, que pinta seu cabelo de preto. Depois de sua primeira aparição na série ela é descrita como "uma pálida e anoréxica, jovem, com cabelo curto e bagunçado, e de piercings no nariz e na sobrancelha. Tinha uma tatuagem de vespa no pescoço, uma tatuagem de laço em volta do bíceps do braço esquerdo e outro no seu tornozelo esquerdo. Quando usava camiseta regata era possível ver parte de sua tatuagem de dragão pelo ombro esquerdo. Salander nasceu em 30 de abril de 1978, filha de Sophia Agneta Salander Née Sjölander. Lisbeth tem uma irmã gêmea chamada Camilla, de quem ela é distante.
Seu pai é Alexander Zalachenko, um agente da GRU Soviética, que desertou para Suécia em 1960 e foi concedido ao asilo e proteção do SÄPO, e esse fato foi ignorado pelo governo sueco. Depois de Zalachenko ter dado uma surra selvagem que deixou a mãe de Lisbeth com danos cerebrais permanentes, Lisbeth, aos 12 anos de idade, atacou seu pai, que estava em seu carro, jogando-lhe gasolina (que estava dentro de uma caixa de leite) e um fósforo aceso. Zalachenko foi gravemente ferido, porém sobreviveu. Com medo de que este evento levaria a exposição e recriminação por abrigar um violento e psicopático espião soviético, os manipuladores do SÄPO resolveram silenciar Salander, declarando-a insana e enviando-a ao hospital psiquiátrico infantil St.Stefan, uma unidade fechada de tratamento mental em Uppsala. Enquanto estava lá, foi colocada sob vigilância direta do psiquiatra principal, Dr. Peter Teleborian, um pedófilo que a manteve presa por dois anos por conta de seu desejo sexual reprimido por ela.
Depois de passar anos de formação no St.Stefans, foi liberada sob condição de ser incapaz e que, portanto, necessitava de um tutor para supervisioná-la. Na época da introdução de Os Homens Que Não Amavam as Mulheres, Nils Bjurman se tornou seu tutor, após Holger Palmgren, que foi incapacitado por um derrame. Bjurman se revela um sádico que a obriga a fazer sexo oral em troca de seu próprio dinheiro -que é controlado por ele- para qualquer coisa que seja. Ele acabou estuprando-a, sem saber que ela estava com uma câmera escondida. Ela cobra sua vingança por esse estupro dias depois, por amarrá-lo, e torturando-com um objeto, e fazendo uma tatuagem em sua barriga que diz "sou um porco sádico, um pervertido e estuprador" ("I am a sadistic pig, a pervert and a rapist"). Forçou-o a assistir a fita que ela gravara dias antes e ameaçou divulgar uma cópia aos tribunais, e à imprensa, caso ele não a deixasse tomar conta do próprio dinheiro, ou caso algo acontecesse a ela. Ele concorda com isso, porém no segundo romance quer se vingar, chamando o pai dela, e pedindo para encontrá-la, localizar a gravação e depois matá-la. Na sua fase adulta, Lisbeth se torna uma investigadora secreta. Sua infância conturbada e traumática fez dela uma mulher ferozmente fechada e misteriosa.

### Carreira/Habilidades
Ela é uma 'black hat', ou 'cracker' - um hacker de computador que transmite senhas de segurança de computadores e se infiltra em seu conteúdo. Sob o nome de "Wasp", ela se torna uma figura proeminente na sociedade hacker internacional conhecida como "República Hacker". Ela também utiliza essas habilidades digitais como meio de vida, trabalhando como melhor investigadora de uma empresa de segurança. Também tem uma perfeita memória fotográfica, outra vantagem para sua habilidade investigativa.